# Ma'ale Gamla
Ma'ale Gamla (tiếng Hebrew: מַעֲלֵה גַּמְלָא) là một khu định cư của Israel và moshav nằm ở phía tây của Cao nguyên Golan, thuộc chính quyền của Israel. Nó thuộc thẩm quyền của thành phố Hội đồng khu vực Golan. Năm 2017 nó có dân số 488. [1]
Cộng đồng quốc tế coi các khu định cư của người Israel ở Cao nguyên Golan là bất hợp pháp theo luật pháp quốc tế, nhưng chính phủ Israel tranh chấp điều này.

## Lịch sử
Moshav được xây dựng vào năm 1975 và được đặt theo tên của thị trấn cổ Gamla, bị phá hủy trong cuộc chiến tranh La Mã của người Do Thái vào thế kỷ 1 CE, và được cho là tàn tích của Tell es Salam gần đó.